# Beby Aponte (cantante)
Beby Aponte Barba (n. 7 de noviembre de 1974, Departamento del Beni), es una cantante boliviana que formó parte del grupo tropical Pk2 y actualmente tiene a su grupo Fandango.

## Carrera musical
Beby reside actualmente en la ciudad de La Paz desde hace mucho tiempo, fue allí donde conoció a los hermanos Zeballos y entró a formar parte del grupo Pk2 a partir de 1995 también como una de las voces principales del trio. Tras la separación del grupo en 2005, en 2009 entra a formar parte de su grupo actual, Fandango, manteniendo su estilo musical como ser la música tropical. También ha recibido un reconocimiento en los Premios Maya. Contrajo matrimonio con el guitarrista chileno, Tito Moreno, quien también fue uno de los músicos de Pk2.
Recibirá este 2021 en los premios The Orion Star Awards en Dubái, el galardón a la mejor voz de Sudamérica.
Su última entrega musical 2020 es junto a la agrupación mexicana Internacional Carro Show, 

## Enlacesexternos
- Beby Aponte en Facebook
- Beby Aponte Barba (@bebyaponte.oficial)

- Datos: Q5724386